# Општина Силиштеа (Констанца)
Силиштеа (рум. Siliştea) општина је у Румунији у округу Констанца.
Oпштина се налази на надморској висини од 86 m.